# Douglas Pereira dos Santos
Douglas Pereira dos Santos (* 6. srpna 1990 v Monte Alegre de Goiás), známý pod přezdívkou Douglas, je brazilský fotbalista působící na pozici pravého obránce a v současné době hraje za španělský klub FC Barcelona.

## Klubová kariéra

### Goiás Esporte Clube
Douglas se narodil 6. srpna roku 1990 v městečku Monte Alegre do Goiás a s fotbalem začínal právě v tamním Esporte Clubu, do jehož mládežnického systému vstoupil ve svých 12 letech, tedy v roce 2002. O sedm let později, v roce 2009, se dostal do A-týmu, kde dělal hlavně náhradníka za Vítora. Svůj profesionální debut a premiéru v brazilské nejvyšší soutěži zvané Brasileirão zažil 20. června toho roku, když nastoupil jako náhradník v závěru utkání s Grêmiem, které skončilo remízou 2:2.
První start v základní sestavě přišel 15. července toho roku při domácí prohře 0:2 s Avaí Futebol Clube. Sezónu 2009 zakončil se 741 odehranými minutami a 14 odehranými zápasy, z nichž bylo 7 v úvodní jedenáctce. Goiás skončil v tabulce na deváté příčce.
V roce 2010 se Douglas stal po odchodu Vítora do Sociedade Esportiva Palmeiras volbou číslo jedna a zahrál si v celkem 24 střetnutích. Jeho klub však v tom roce spadl do nižší soutěže, ve které dal rok na to svůj první gól. Ten padl do sítě Vitórie 15. července 2011 a přispěl k domácí výhře 4:1.
Ročník 2011 završil Douglas s 26 zápasy na svém kontě a rovnou pěti brankami. Esmeraldino, jak se Goiásu přezdívá, skončili jedenáctí.

### São Paulo Futebol Clube
11. února 2012 podepsal Douglas tříletou dohodu se São Paulem, nicméně tehdejší ročník tamního mistrovství Campeonato Paulista zmeškal celý kvůli sportovní kýle.
Dres Trikolóry na sebe poprvé navlékl 6. června, když jako člen základní sestavy byl u porážky 0:1 na hřišti Internacionalu. Premiérovou trefu zaznamenal 14. října, když se prosadil proti Figueirense a podílel se tak na vítězství 2:0. Pravidelně nastupoval i v Copa Sudamericana, který ten rok São Paulo vyhrálo.
V roce 2013 se v sestavě celku z největšího města Brazílie působícím na stadionu Morumbi objevoval pravidelně, nicméně tentokrát čelil konkurenci v podobě Paula Mirandy. V pokročilé fázi sezóny jej však trenérský tým začal stavět na pozici stopera a Douglase po několika pokusech ve středu zálohy vrátili na post pravého beka. Tehdy se rovněž zúčastnil soutěží Recopa Sudamericana (střetnutí mezi vítězi Copa Sudamericana a Copa Libertadores) a Suruga Bank Championship (zápasem mezi vítězi Copa Sudamericana a J. League Cup), v obou případech skončil jako finalista.
O rok později měl na své pozici opět konkurenta, kterým se stal Luis Ricardo. V průběhu toho ročníku ligy státu São Paula byl právě Douglas náhradníkem, ale nakonec se do sestavy vrátil.

### FC Barcelona
26. srpna 2014 však oznámil klub FC Barcelona dohodu se São Paulem na přestupu čtyřiadvacetiletého hráče za 4 miliony eur v hotovosti + dalšího 1½ v bonusech. Prezentaci zažil hráč o tři dny později a její součástí byl i podpis smlouvy, která jej v katalánském klubu má udržet do 30. června roku 2019.

## Reprezentační kariéra
Douglas reprezentoval svou domovinu pouze na mládežnické úrovni ve výběru U20. V něm si v roce 2009 zahrál jak na Mistrovství Jižní Ameriky, které pořádala Venezuela, tak na Mistrovství světa 2009 v Egyptě (zde porážka ve finále s Ghanou).

## Úspěchy
Goiás
- Campeonato Goiano: 2009

São Paulo FC
- Copa Sudamericana: 2012
- Recopa Sudamericana: 2013 (finalista)
- Suruga Bank Championship: 2013 (finalista)